# 蔡肅
蔡肅（1442年—？），字克恭，福建福州府閩縣人，民籍。明朝政治人物。進士出身。

## 生平
成化元年（1465年）乙酉科福建乡试中舉。成化五年，登己丑科會試中進士，擔任贵州按察司佥事。
曾祖父蔡玉。祖父蔡鏗。父亲蔡孔清。